# María Sornosa
María Sornosa este un om politic spaniol, membru al Parlamentului European în perioada 1999-2004 din partea Spaniei.
1. 1 2  The International Who's Who of Women 2006[*] Verificați valoarea |titlelink= (ajutor)
2. ↑  Deputații în Parlamentul European